# Camptotypus
Camptotypus är ett släkte av steklar. Camptotypus ingår i familjen brokparasitsteklar.

## Dottertaxa tillCamptotypus, i alfabetisk ordning[1]
- Camptotypus accuratus
- Camptotypus apicalis
- Camptotypus arianus
- Camptotypus basalis
- Camptotypus bicolor
- Camptotypus borneensis
- Camptotypus caffer
- Camptotypus cinctator
- Camptotypus cognatus
- Camptotypus depulsator
- Camptotypus disgrex
- Camptotypus divisus
- Camptotypus errans
- Camptotypus facetus
- Camptotypus fenestratus
- Camptotypus ferrugineus
- Camptotypus flavicans
- Camptotypus flavicaput
- Camptotypus garuda
- Camptotypus incisus
- Camptotypus infirmus
- Camptotypus kerrichi
- Camptotypus lachesis
- Camptotypus maculatus
- Camptotypus nigripodus
- Camptotypus obiensis
- Camptotypus obnoxius
- Camptotypus olynthius
- Camptotypus pahangensis
- Camptotypus perforans
- Camptotypus philippinus
- Camptotypus plumator
- Camptotypus pseudostigmaticus
- Camptotypus pulcher
- Camptotypus pulchripennis
- Camptotypus rugosus
- Camptotypus sellatus
- Camptotypus simillimus
- Camptotypus spilonota
- Camptotypus stigmaticus
- Camptotypus sulcator
- Camptotypus superbus
- Camptotypus testaceus
- Camptotypus trifasciatus
- Camptotypus umbratus
- Camptotypus verticellus
- Camptotypus vipioides
- Camptotypus viridipennis